# Gens Carvilia
La gens Carvilia fue una gens plebeya de la Antigua Roma, que se distinguió por primera vez durante las guerras samnitas. El primer miembro de la gens en conseguir el consulado fue Espurio Carvilio Máximo, en 293 a. C.

## Praenomina utilizados por la gens
Los praenomina utilizados por los Carvilii son Spurius, Gaius, y Lucius.